# Zumba
Zumba je fitnes program, ki ga je v devetdesetih letih dvajsetega stoletja razvil kolumbijski plesalec in koreograf Alberto "Beto" Perez. To je vadba, ki združuje aerobiko in različne vrste plesov (reggaeton, hip-hop, salso, sambo, mambo, merengue in mnoge druge), spremlja pa jo energična latinoameriška glasba. Vadbo tedensko obiskuje okoli 15 milijonov ljudi, in sicer na 200.000 lokacijah v 180 državah.

## Začetki
Začetnik zumbe je plesalec, koreograf in inštruktor aerobike Alberto »Beto« Perez. Šolal se je na plesni akademiji, delal kot koreograf z znanimi glasbeniki in vodil ure aerobike v svojem domačem mestu Cali v Kolumbiji. Zumbo je razvil popolnoma po naključju leta 1986, ko je na svojo uro klasične aerobike pozabil prinesti predpisano glasbo, zato je improviziral in uporabil zgoščenke, ki jih je imel takrat pri roki. Na njih je bila posneta latinoameriška glasba, ki klasični aerobiki ni povsem ustrezala. Perez je zato koreografijo in korake na hitro prilagodil ter nevede ustvaril bodočo svetovno vadbeno senzacijo. Taka vadba je kmalu postala izredno priljubljena med njegovimi učenci. Po začetnem uspehu v Kolumbiji je leta 1999 zumbo predstavil še v Združenih državah, dve leti po tem pa je skupaj z Albertom Perlmanom in Albertom Aghionom registriral blagovno znamko »Zumba«, ki je danes uveljavljena v 180 državah po svetu. Poleg različnih fitnes programov podjetje ponuja še športno opremo, oblačila, modne dodatke in celo videoigre.

## Glasba in Vadba
Zumba je dinamična plesno-športna vadba, zasnovana na principu intervalnega treninga. Vadba poteka v skupinah, ki jih vodi inštruktor, in traja približno 60 minut. Začne se z ogrevalnimi vajami, kjer se ogrejejo mišične skupine zadnjice, rok, nog in trebuha. Po ogrevanju sledi od 40 do 45 minut vadbe, ki jo spremlja latinoameriška in pop glasba. Vadba združuje različne kombinacije korakov, ki izvirajo iz plesov kot so reggaeton, salsa, samba, hip-hop, rumba, mamba in številni drugi. Konec vadbe je namenjen umiranju in ohlajanju telesa.
Ker so koreografije sestavljene iz enostavnih osnovnih korakov, ki jim je lahko slediti, je vadba primerna za vsakogar. Zahtevnost vadbe je prilagojena posameznikom, saj je kombinacije mogoče izvajati v lažjih ali težjih različicah. Beseda "zumba" v kolumbijskem slengu pomeni »gibati se hitro in se pri tem zabavati«, kar je tudi primarno vodilo vadbe.

## Učinki
Zumba predstavlja dinamičen aerobni trening, ki pripomore h krepitvi telesa, izgubi maščobe in boljši splošni telesni pripravljenosti. Zumba vključuje celotno telo in skoraj vse skupine mišic. Po eni uri vadbe telo porabi okoli 300-600 kalorij, število pa je odvisno od starosti, spola, intenzivnosti vadbe in drugih dejavnikov. Ob redni vadbi se izboljšuje koordinacija gibov, ravnotežje, fleksibilnost, vzdržljivost in telesna drža. Vadba vpliva tudi na sproščanje endorfinov in nevrotransmitorjev, ki izboljšujejo počutje in iz telesa izločajo stresne hormone.